# Peter Göring

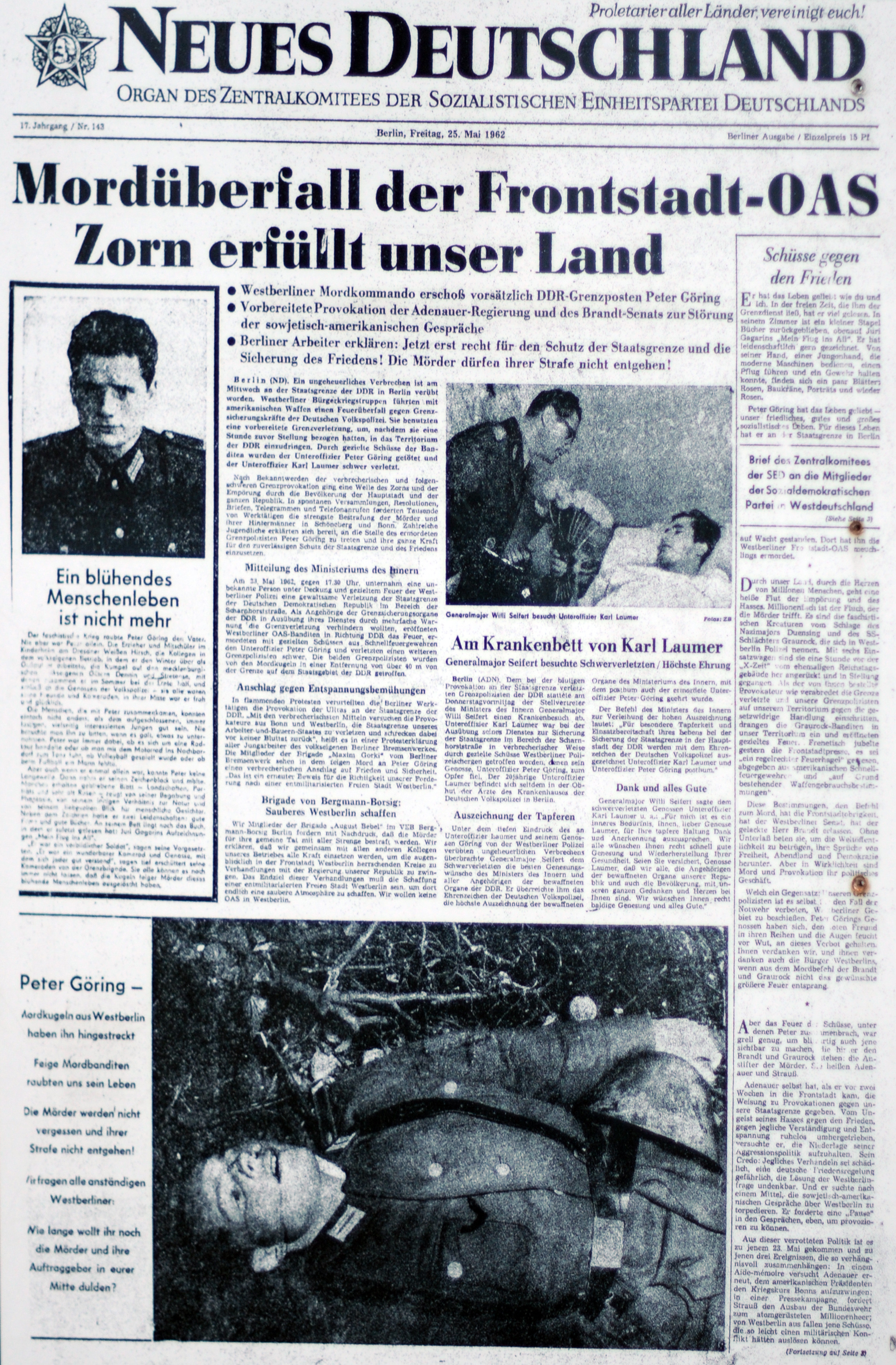
Großformatiges Propagandafoto auf der Titelseite der SED-Zentralorgans Neues Deutschland zu Peter Görings Tod: „Mordüberfall der Frontstadt-OAS“. Der auf dem Gesicht liegende Tote wurde für das Foto umgedreht

Peter Göring (* 28. Dezember 1940 in Dresden; † 23. Mai 1962 in Berlin) war ein Angehöriger der Grenztruppen der DDR. Er wurde bei einem Schusswechsel mit einem West-Berliner Polizisten tödlich getroffen, als er und mehrere Grenzsoldaten gewaltsam den Fluchtversuch eines Jugendlichen unterbinden wollten.

## Todesumstände
Der gelernte Gussputzer Göring war 1960 mit 19 Jahren in die zur Volkspolizei gehörende Deutsche Grenzpolizei eingetreten, welche mit dem Mauerbau in die Grenztruppen der NVA überführt wurde. Am 23. Mai 1962 hatte er gemeinsam mit seinem Postenführer in Berlin in der Nähe des Invalidenfriedhofes Dienst am Berlin-Spandauer Schifffahrtskanal, dessen gegenüberliegendes Ufer die Grenze bildete. Gegen 17:35 Uhr wurde der flüchtende 14-jährige Erfurter Schüler Wilfried Tews bemerkt, als er nach Überwindung zweier Mauern zwischen dem am Invalidenfriedhof angrenzenden Grundstück und dem Kanal bereits im Wasser des hier etwa 22 Meter breiten Kanals schwamm. Dabei befand er sich in Sicht von zwei Streifen, einem Posten auf einem etwa 200 Meter entfernten Beobachtungsturm sowie dem Posten auf der etwa 300 Meter entfernten Sandkrugbrücke. Nach Abgabe von Warnschüssen schossen bis zu acht der DDR-Grenzsoldaten gezielt auf den im Wasser schwimmenden Tews, um ihn befehlsgemäß „zu vernichten“.
Der daraufhin bewegungslos Richtung Westufer treibende Junge wurde ein weiteres Mal beschossen, da die Grenzsoldaten „nicht feststellen konnten, ob er täuschte“. Unter Verschluss gehaltene Militär- und Justizakten der DDR belegen, dass Göring trotz eines ausdrücklichen Befehls seines Postenführers seinen Wachturm verlassen hatte, um in eine günstige Schussposition zu kommen, und dann zweifach gegen gültige Schusswaffengebrauchsbestimmungen verstieß, indem er seine Waffe gegen ein Kind einsetzte und in westliche Richtung schoss. Aus der Kalaschnikow Görings, der dem Flüchtenden am nächsten war und sich am Ufer auf gleicher Höhe mit ihm zwischen den beiden Mauern befand, stammten 44 der insgesamt mindestens 121 von den DDR-Grenzsoldaten abgegebenen Schüsse.
Der zweite Beschuss traf teilweise West-Berliner Gebiet und bedrohte dort eine Streife der West-Berliner Polizei, die den flüchtenden Jugendlichen aus dem Wasser ziehen wollte. Dieser hatte inzwischen den einzigen Treppenaufgang in der senkrechten Kanalmauer im Umkreis von 100 Metern angesteuert. Die West-Berliner Polizisten erwiderten das Feuer. Der ihnen direkt gegenüber befindliche Göring wurde von drei Projektilen getroffen: Durchschüsse im rechten Zeigefinger und der linken Schulter von vorn und von hinten ein tödlicher Steckschuss in der linken Nierengegend. Wie kriminaltechnische Untersuchungen in Ost-Berlin ergaben, hatte die tödliche Verletzung ein Querschläger verursacht, der zuvor von einer der Mauern abgeprallt war. Göring starb am Ort des Geschehens. Ein anderer Grenzsoldat erlitt einen Oberschenkeldurchschuss. Der von acht Schüssen getroffene Tews wurde am Treppenaufgang von West-Berliner Polizisten gerettet und überlebte mit schweren Verletzungen, die ihn zum Invaliden machten.

## Propaganda der DDR

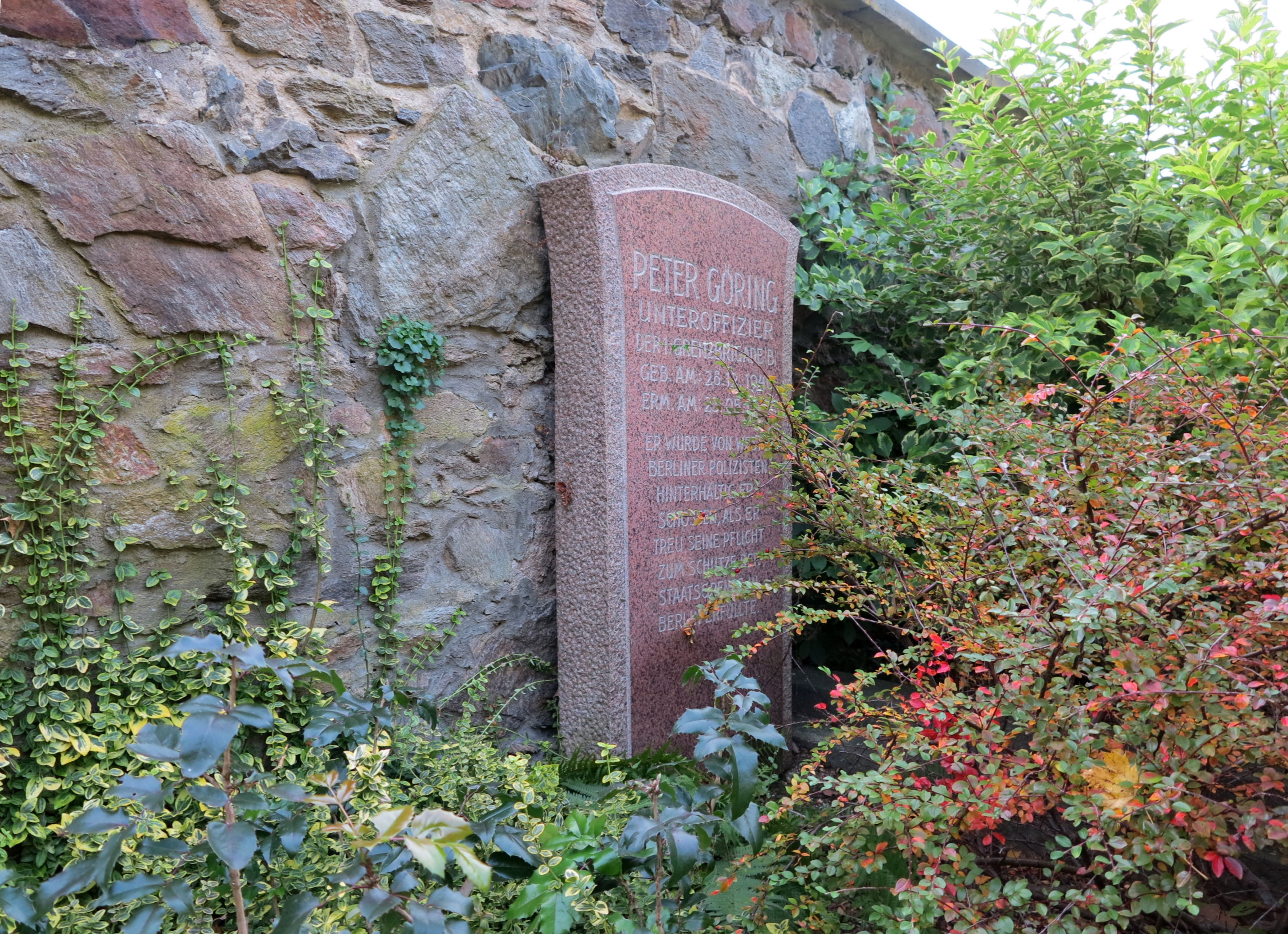
Grab in Glashütte (Sachsen) für den „ermordeten“ Unteroffizier Peter Göring, der von „Westberliner Polizisten hinterhältig erschossen“ wurde, „als er treu seine Pflicht zum Schutze der Staatsgrenze in Berlin erfüllte“. Foto Oktober 2024

Göring war der erste Grenzer der DDR, der an der Berliner Mauer durch Schüsse der West-Berliner Polizei starb. In der Propaganda der DDR wurde sein Tod als Mord bezeichnet und ein Zusammenhang mit der französischen Terrororganisation Organisation de l’armée secrète (OAS) erfunden. Göring wurde postum zum Unteroffizier befördert und zum Helden verklärt. Für ihn wurde eine Gedenkplatte aus Bronze errichtet, die nach 1993 wieder demontiert wurde. In der DDR wurden Schulen, Straßen, die Radsportabteilung der SG Dynamo Frankfurt (Oder) und Pioniergruppen ebenso nach ihm benannt wie die militärische Ausbildungseinrichtung des Ministeriums für Hoch- und Fachschulwesens der DDR in Seelingstädt. Seine Grabstätte auf dem Friedhof in Glashütte war in der DDR ein Ort feierlicher Zeremonien. Im Lied Jung sind die Linden des Erich-Weinert-Ensembles aus dem Jahr 1966 wird auf seinen Tod angespielt.

## Fall Peter Göring nach der Wiedervereinigung
Zwölf Jahre nach der Wiedervereinigung wurde vom 28. Mai bis 14. Juni 2002 vor dem Berliner Landgericht gegen drei der beteiligten ehemaligen Grenzsoldaten wegen versuchten Totschlags verhandelt. Das Gericht sprach die Angeklagten frei, da ihnen weder Tötungsabsicht noch die Abgabe genau der Schüsse, die Tews getroffen hatten, nachgewiesen werden konnte. Es stellte ferner fest, dass möglicherweise Göring sämtliche Treffer verursacht hatte.
Die brandenburgische Stadt Strausberg, in der sich das Ministerium für Nationale Verteidigung der DDR befand, hatte Peter Göring durch die Benennung einer Straße geehrt. Wiederholte Umbenennungsversuche scheiterten an den Mehrheitsverhältnissen in der Stadtverordnetenversammlung.